# Troféu Lorenzo Bandini
O Troféu Lorenzo Bandini (Trofeo Lorenzo Bandini em Italiano) é um prêmio concedido em memória do piloto de corridas italiano Lorenzo Bandini.
Foi criado em 1992 na cidade natal de Bandini, Brisighella, é atribuído a uma figura promissora do mundo do automobilismo.

## Vencedores
| Ano            | Vencedor                      |
| -------------- | ----------------------------- |
| 1992           | Ivan Capelli                  |
| 1993           | Não houve                     |
| 1995: por 1994 | David Coulthard               |
| 1996: por 1995 | Jacques Villeneuve            |
| 1997: por 1996 | Luca di Montezemolo           |
| 1998: por 1997 | Giancarlo Fisichella          |
| 1999: por 1998 | Alexander Wurz                |
| 2000: por 1999 | Jarno Trulli                  |
| 2001: por 2000 | Jenson Button                 |
| 2002: por 2001 | Juan Pablo Montoya            |
| 2003: por 2002 | Michael Schumacher            |
| 2004: por 2003 | Kimi Räikkönen                |
| 2005: por 2004 | Fernando Alonso               |
| 2006: por 2005 | Mark Webber                   |
| 2007: por 2006 | Felipe Massa                  |
| 2008: por 2007 | Robert Kubica                 |
| 2009: por 2008 | Sebastian Vettel              |
| 2010: por 2009 | Lewis Hamilton                |
| 2011: por 2010 | Nico Rosberg                  |
| 2012: por 2011 | Bruno Senna                   |
| 2013: por 2012 | Piero Ferrari                 |
| 2014: por 2013 | Daniel Ricciardo              |
| 2015: por 2014 | Mercedes AMG Petronas F1 Team |
| 2016: por 2015 | Max Verstappen                |
| 2017: por 2016 | Scuderia Ferrari              |
| 2018: por 2017 | Valtteri Bottas               |
| 2019: por 2018 | Antonio Giovinazzi            |
| 2021: por 2019 | Charles Leclerc               |
| 2022: por 2021 | Kevin Magnussen               |
| 2023: por 2022 | Lando Norris                  |
| 2024: por 2023 | George Russell                |
| 2025: por 2024 | Oscar Piastri                 |